# آبشار پوکیوک
آبشار پوکیوک (به انگلیسی: Pokiok Falls) آبشاری است که در نیوبرانزویک واقع شده و ارتفاع کلی ریزشگاه آن ۲ متر (۶٫۶ فوت) است.